# Kościół Przemienienia Pańskiego w Makowie Podhalańskim
Kościół Przemienienia Pańskiego i Sanktuarium Matki Bożej Opiekunki i Królowej Rodzin – rzymskokatolicki kościół parafialny należący do dekanatu Maków Podhalański archidiecezji krakowskiej.

## Historia
Obecna świątynia została wzniesiona w latach 1826–1828 po zburzeniu drewnianej nawy. Zachowano z poprzedniej budowli murowane prezbiterium z kaplicą wzniesione w latach 1697–1701. Kościół otrzymał nową nawę murowaną i nową fasadę frontową. Świątynia, czwarty budynek w tym miejscu, nosi cechy stylu późnoklasycystycznego. Posiada jednak starsze, pochodzące z trzeciego budynku prezbiterium w stylu barokowym z kaplicą. Prezbiterium to jest opięte przyporami i zachowały się w nim detale stylu gotyckiego. Obecna świątynia została konsekrowana w 1833 roku przez biskupa tarnowskiego księdza Franciszka de Paula Piszteka.

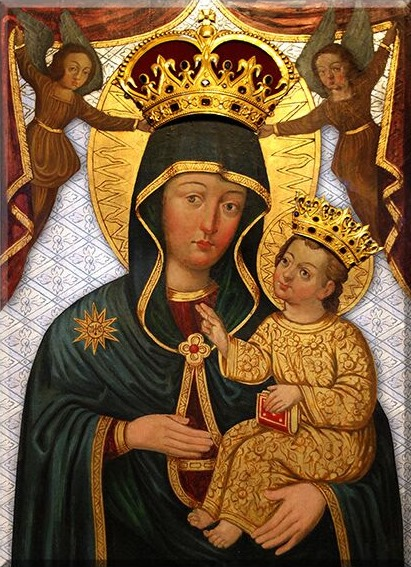
Obraz Matki Bożej Makowskiej

Świątynia posiada korpus trzynawowy, jest kościołem halowym. Nawy boczne są oddzielone od nawy głównej arkadami, sklepienie świątyni ma konstrukcję żaglastą. W wieży zegarowej, nakrytej dachem hełmowym z 1891 roku, są umieszczone dwa dzwony z 1547 i 1663 roku. Frontowa fasada świątyni jest ozdobiona szerokim ryzalitem, zakończonym trójkątnym przyczółkiem. W ołtarzu głównym jest umieszczony łaskami słynący obraz Matki Bożej Opiekunki Rodzin z XVI wieku. Obraz został poświęcony w 1602 roku. Koronował go papież Jan Paweł II w 1979 roku.

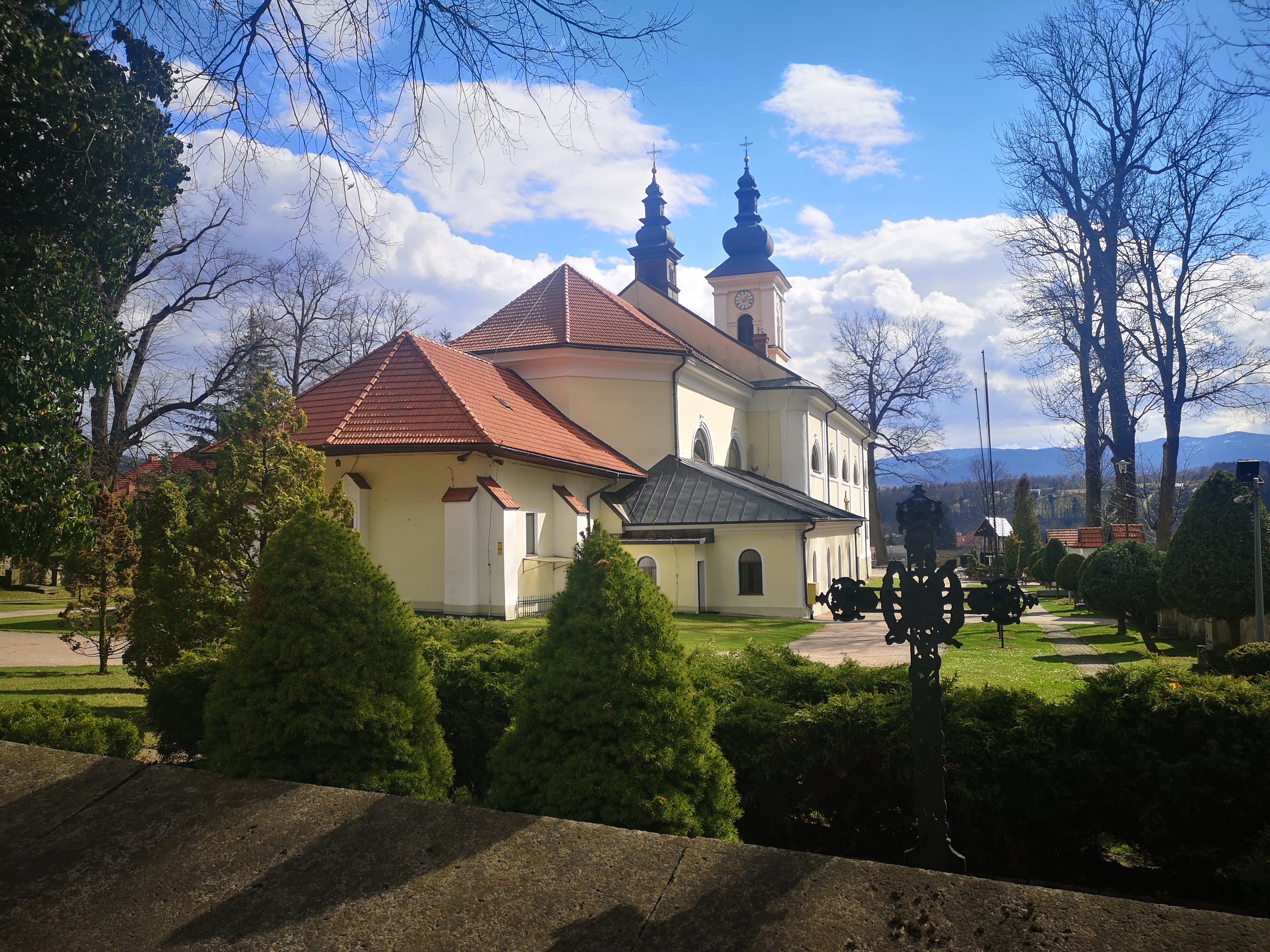
Kościół Przemienienia Pańskiego w Makowie Podhalańskim – widok od cmentarza